# Furcifer nicosiai
Furcifer nicosiai är en ödleart som beskrevs av Jesu, Mattioli och Schimmenti 1999. Furcifer nicosiai ingår i släktet Furcifer och familjen kameleonter. IUCN kategoriserar arten globalt som starkt hotad. Inga underarter finns listade i Catalogue of Life.
Arten förekommer på västra Madagaskar. Honor lägger ägg.